# Comuna Măglij, Stara Zagora
Obștina Măglij (comuna Măglij) este o unitate administrativă în regiunea Stara Zagora din Bulgaria. Cuprinde un număr de 14 localități.  Reședința sa este orașul Măglij. Localități componente:
| - Boruștița - Vetren - Dăbovo - Dărjaven - Zimnița - Măglij - Radunți | - Selțe - Slivito - Tulovo - Șanovo - Iulievo - Iavoroveț - Iagoda |

## Demografie
Componența etnică a comunei Măglij
     Turci (3,17%)
     Romi (29,22%)
     Bulgari (61,63%)
     Nicio identificare (4,9%)
     Altele (1,07%)
La recensământul din 2011, populația comunei Măglij era de 10.180 locuitori. Din punct de vedere etnic, majoritatea locuitorilor (61,63%) erau bulgari, existând și minorități de romi (29,22%) și turci (3,17%). Pentru 4,9% din locuitori nu este cunoscută apartenența etnică.